# Eugène Walckiers

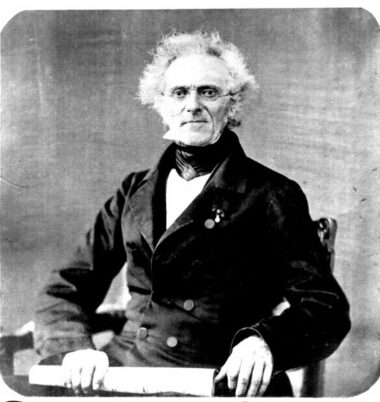
Eugène Walckiers

Eugène Walckiers (* 22. Juli 1793 in Avesnes-sur-Helpe im französischen Flandern; † 1. September 1866 in Paris)  war ein französischer Flötist und Komponist.  

## Leben
Eugène Walckiers studierte bei Jean-Louis Tulou in Paris, wo er auch Henri Brod, Gioacchino Rossini und Anton Reicha traf, bei dem er studierte und der ihn aufgrund seines Talents und Fleißes überaus schätzte. Auch  Jean-Louis Tulou beeinflusste Walckiers in seiner Virtuosität. 
Seine ersten Kompositionen waren Werke für Flöte, nach 1820 schrieb er auch für Klavier, besonders unter dem Einfluss von Friedrich Kalkbrenner, Sigismund Thalberg und Heinrich Wilhelm Marchand. Mit jedem von ihnen arbeitete er an einem Werk für Flöte und Klavier.
Walckiers schrieb für Flöte 19 Solostücke, 113 Duos, 19 Trios und 13 Quartette, in den letzten Lebensjahren auch Streichquartette und Klavierquintette und einige Chorwerke.
Seine Werke wurden alle zu seinen Lebzeiten veröffentlicht. Einige Erstausgaben liegen in der Bibliothèque nationale in Paris.